# Lebbeus nudirostris
Lebbeus nudirostris is een garnalensoort uit de familie van de Hippolytidae. De wetenschappelijke naam van de soort is voor het eerst geldig gepubliceerd in 2004 door Komai & Takeda.